# Borowina (powiat łukowski)
Borowina – kolonia w Polsce położona w województwie lubelskim, w powiecie łukowskim, w gminie Stanin.
W latach 1975–1998 miejscowość należała administracyjnie do województwa siedleckiego.
Kolonia stanowi sołectwo w gminie Stanin. Według Narodowego Spisu Powszechnego z roku 2011 kolonia liczyła 163 mieszkańców.
Wierni Kościoła rzymskokatolickiego należą do parafii św. Anny w Jeleńcu.